# The Greaser and the Weakling
The Greaser and the Weakling est un film muet américain réalisé par Allan Dwan et sorti en 1912.

## Synopsis
Après le décès de Mrs Burgess, propriétaire d'un important ranch, ses deux filles, Mabel et Claudine, reviennent dans l'Ouest. Elles sont très vite importunées par Jim Bradley et un de ses amis d'origine mexicaine. Les deux hommes ont dans l'idée d'épouser les sœurs, afin de prendre en main les destinées du ranch…

## Fiche technique
- Réalisation : Allan Dwan
- Date de sortie : États-Unis : 2 septembre 1912

## Distribution
- J. Warren Kerrigan : Johnny Williams
- Pauline Bush : Mabel Burgess
- Jack Richardson : The Greaser
- Jessalyn Van Trump : Claudine Burgess
- Marshall Neilan : Jim Bradley
- Louise Lester : Mrs Burgess
- James Morrison : le cow boy